# Cal Pablo
Cal Pablo és un edifici eclèctic del municipi de Pallejà (Baix Llobregat) que forma part de l'Inventari del Patrimoni Arquitectònic de Catalunya. Data de finals del segle xix.

## Descripció
Està formada per un pis, golfes i torre. Presenta una terrassa balustrada adossada a la torre. Les baranes són florejades en ferro forjat, sobre el sostre de l'estructura que fa d'habitatge. Es poden observar alguns elements decoratius classicitzants.